# Neoclytus delicatus
Neoclytus delicatus är en skalbaggsart som först beskrevs av Pierre Émile Gounelle 1911.  Neoclytus delicatus ingår i släktet Neoclytus och familjen långhorningar.
Artens utbredningsområde är Uruguay. Inga underarter finns listade i Catalogue of Life.